# 矢野暢生
矢野 暢生（やの のぶお、1952年 - ）は、愛媛県今治市出身の元アマチュア野球選手（投手）である。

## 人物・来歴
今治西高等学校では2年生時、1969年夏の甲子園予選北四国大会準決勝に進むが、高松商の大北敏博に完封負けを喫する。その後も県予選で敗れ甲子園には出場できなかった。
早稲田大学に進学。東京六大学野球リーグでは1972年春季リーグから登板。3年生からエースとなり楠城徹、鈴木治彦、鍛治舎巧ら強力打線の援護もあって、1973年春季リーグで4年ぶりの優勝に貢献。同季のベストナインに選出され、第2回日米大学野球選手権大会日本代表となる。大会では2試合に先発、第5戦では完投勝利を飾った。翌1974年春季リーグで優勝、2度目のベストナインに選出された。直後の全日本大学野球選手権大会は、決勝で駒大を降し優勝。同年の第3回日米大学野球選手権大会日本代表にも選出されている。リーグ通算31試合登板、17勝4敗、防御率1.23、83奪三振。大学同期に四番打者の前川善裕、投手の佐藤守らがいた。
卒業後は社会人野球の日本生命に進む。エースの岡田和久とともに投手陣を支え、1975年の第2回社会人野球日本選手権大会では準決勝に進むが、北海道拓殖銀行に敗退。1978年の都市対抗では2回戦で先発し、日本鋼管の木田勇と投げ合うが敗戦投手となる。